# 猴猴語

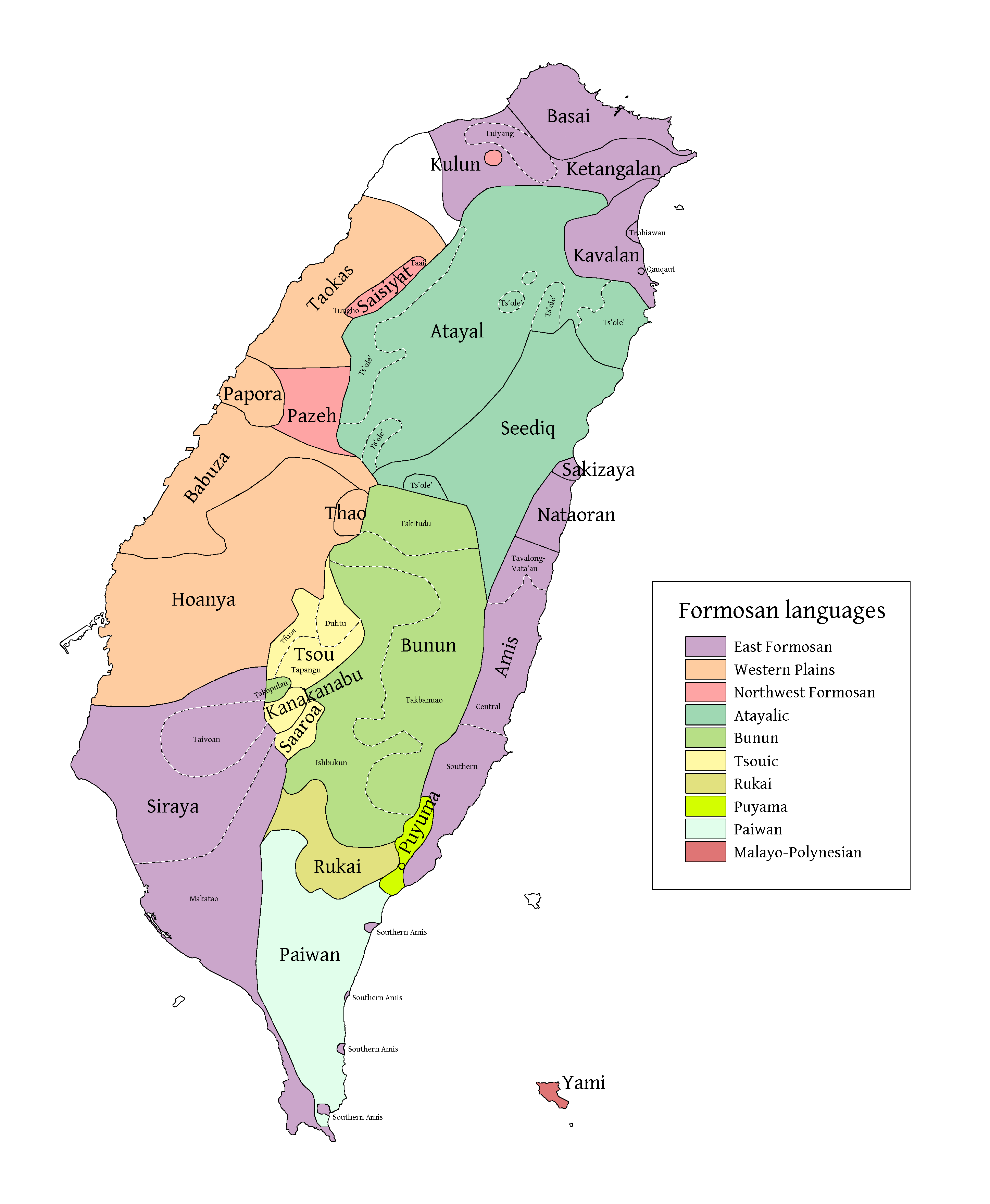
漢人遷台之前的台灣南島語言分布圖(按 Blust, 1999).東台灣"蘭嶼島(深紅色)表示為使用馬來-玻里尼西亞語族巴丹語群達悟語的區域.

猴猴語（Qauqaut）為台灣東北部平埔族猴猴族所用的台灣南島語言，歸類在東台灣南島語族下，但有爭議，另一說法是將其歸類於馬來-玻里尼西亞語族的密克羅尼西亞語下。於2011年2月21日世界母語日聯合國教科文組織發表世界各地母語現況報告。在台灣部分，其中猴猴語等語言，已被認定流失。

## 猴猴語詞
現存詞語如下：
- 數詞：

| 基數   | 1  | 2   | 3   | 4   | 5   | 6  | 7   | 8  | 9   | 10  |
| 中文   | 一 | 二  | 三  | 四  | 五  | 六 | 七  | 八 | 九  | 十  |
| 猴猴語 | is | zus | dor | sop | rim | ən | pit | ar | siw | tor |

- 單詞：

han payta/吃飯, kilisiw/錢, kwaku/煙斗, batu/石頭, luhu/斗笠.

## 例文

### 猴猴語語料採錄
在馬偕日記的紀錄當中，收錄到一些猴猴族的語言資料，馬偕的資料如下：
「在南方澳平埔人的觀念中，喝烈酒以前，要舉起右手說下列的話：

Han-pai-ku　我要吃

Na-l-an　天

Hang ni ngi sa I-a ku　給我心肝平安

Han ni ngi ka in bin nus ku　給我好命

Kau ka pai-teh maan ni ru　給我家內快活

接著，食指沾酒滴落4次，說以下的話：

Han-pai-ku　阮要吃

Ma-na-nai　土

Ai-mu-na-va-hi　你有先死

Kau-ka-pai-tah nau ngi　給阮平安

另外馬偕也蒐集2個與信仰相關的文字：
「La-nu-sah　靈魂、I-gip　身體」

## 外部連結
- 猴猴語--臺灣原住民大辭典 （页面存档备份，存于）
- 猴猴語1
- 猴猴語2
- YouTube上的Myth(神話/song)
- Ogawa's Vocabulary of Formosan Dialects/小川尚義「臺灣蕃語蒐録」
- Austronesian Comparative Dictionary （页面存档备份，存于）
- 原住民族族語線上詞典 （页面存档备份，存于）
- 原住民族語言研究發展中心 （页面存档备份，存于）
- Alilin 原住民族電子書城 （页面存档备份，存于）